# Eremurus chinensis
Eremurus chinensis là một loài thực vật có hoa trong họ Thích diệp thụ. Loài này được O.Fedtsch. miêu tả khoa học đầu tiên năm 1907.